# Cryptodus concentricus
Cryptodus concentricus är en skalbaggsart som beskrevs av Lea 1920. Cryptodus concentricus ingår i släktet Cryptodus och familjen Dynastidae. Inga underarter finns listade i Catalogue of Life.